# Abbaye de Subiaco (Arkansas)

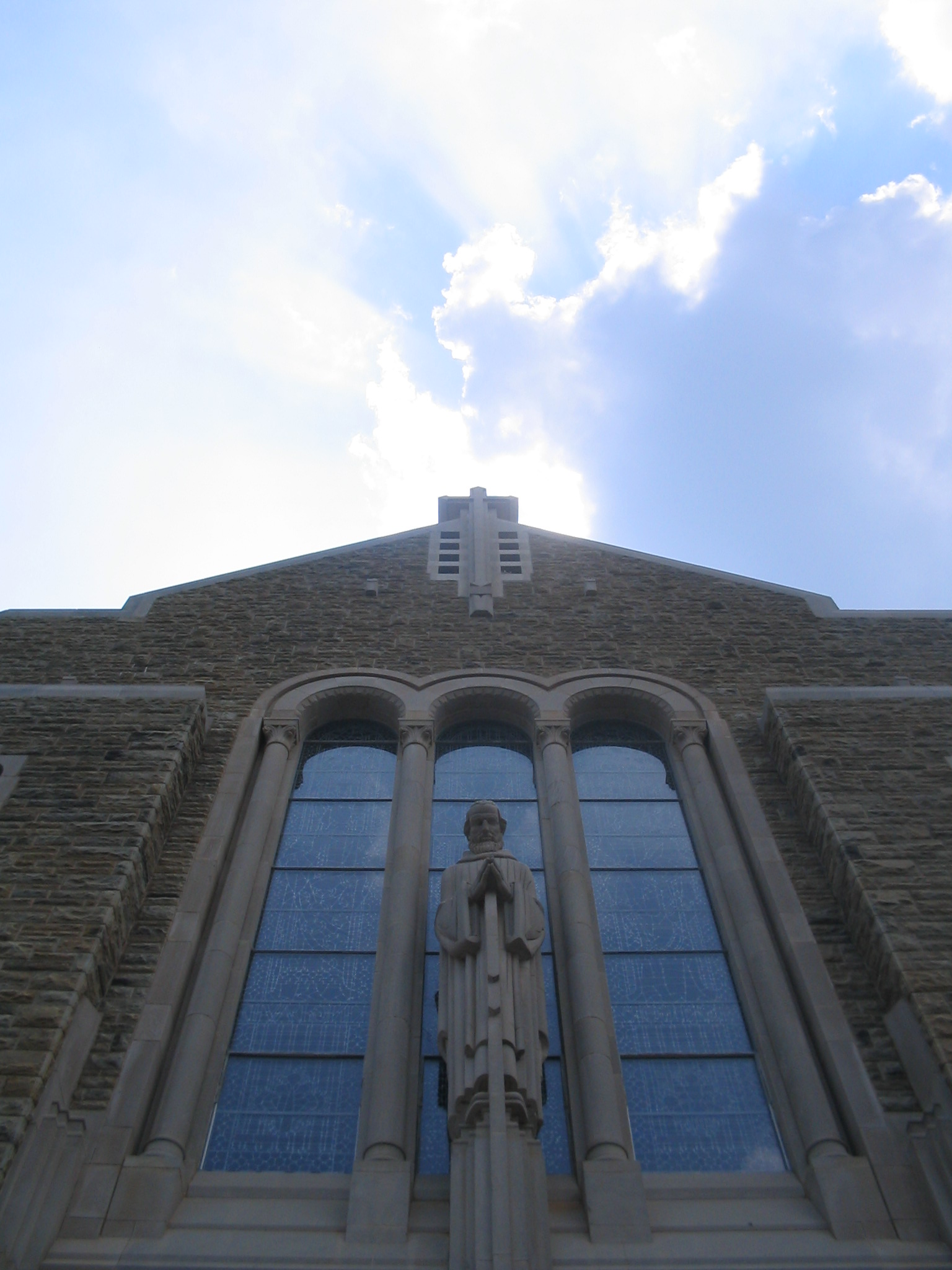
Détail de l'abbatiale

L'abbaye de Subiaco (nommée d'après l'abbaye de Subiaco en Italie) est une abbaye bénédictine appartenant à la congrégation helvéto-américaine de la confédération bénédictine. Elle se situe à Subiaco dans le comté de Logan (État d'Arkansas) aux États-Unis.

## Histoire
L'abbaye a été fondée, le 15 mars 1878, par des moines venus de l'abbaye Saint-Meinrad (Indiana) et de l'abbaye d'Einsiedeln (Suisse) avec l'aide de l'évêque de Little Rock, Mgr Fitzgerald. Elle dispose d'un vaste domaine agricole (ferme biologique, troupeau bovin, châtaigneraie, forêt de chênes), d'un centre de soins (Health Care Center) et dirige un grand établissement d'enseignement secondaire pour garçons, la Subiaco Academy avec internat.
Cette école a été créée en 1887 et fait partie de l'Independant Schools Association of the Central States et de diverses associations catholiques d'éducation. Elle enseigne l'anglais, les sciences, les mathématiques, l'histoire, les arts, le latin sur une durée de deux ans et l'espagnol sur une durée de trois ans, ainsi que différents sports. Elle reçoit environ 200 élèves.
Fidèles à leur tradition d'hospitalité, les bénédictins reçoivent pour des retraites, individuelles ou en groupes, et des séjours spirituels dans leur maison d'hôtes, la Maison de la Sainte-Famille.
La communauté compte actuellement 53 moines.